# MinGW
MinGW oder Mingw32 (Minimalist GNU for Windows) ist eine Portierung der Entwicklerwerkzeuge GNU Compiler Collection (GCC) und GNU Debugger (GDB) für Windows. Es ist unabhängig von dem konkurrierenden Projekt Mingw-w64.
MinGW entstand aus dem Cygwin-Projekt heraus. Es wird, anders als bei Cygwin, keine Kompatibilitätsschicht in Form einer DLL benötigt. Auch kann damit entwickelte Software unter Lizenzen veröffentlicht werden, die nicht mit der GNU General Public License (GPL) kompatibel sind.
MinGW enthält eine Sammlung von Windows-Headerdateien (Windows-API) für die native Windows-Entwicklung. Es wird oft in Kombination mit MSYS verwendet. Dieses stellt in Windows eine Unix-artige Shell zur Verfügung, in der unter anderem configure-Skripte gestartet werden können. Es ist auch eine Version als Cross-Compiler erhältlich, mit der man unter Linux Programme für Windows und umgekehrt erstellen kann. MinGW unterstützt derzeit die Programmiersprachen Ada, Fortran, C, C++ und Objective-C. Die Programmiersprache Java wird seit der MinGW-Version 4.5.0 aufgrund von ungelösten Problemen nicht mehr unterstützt.
MinGW ist keine integrierte Entwicklungsumgebung (IDE); es ist in der Standarddistribution nur über eine Konsole (zum Beispiel MSYS) bedienbar. Es existieren aber IDEs, die das Programm über eine grafische Benutzeroberfläche bedienbar machen. Bekannte sind Qt Creator, Orwell Dev-C++, Eclipse-IDE mit CDT-Plugin (C/C++ Development Tooling), NetBeans IDE, CLion oder auch Code::Blocks, mit denen man auch interaktiv debuggen kann, sowie MinGW Developer Studio, die sich am Aussehen von MS Visual Studio 6.0 orientiert, und Visual-MinGW.

## Geschichte
Die erste Veröffentlichung der Software erfolgte 1998 durch Colin Peters. Diese erste Version basierte auf dem Cygwin-Projekt.
Jan-Jaap van der Heijden erstellte auf dieser Basis eine Windows-native Version der GCC und fügte die Pakete binutils und make hinzu.
Später übernahm Mumit Khan die Weiterentwicklung und fügte weitere Windows-spezifische Funktionen hinzu, insbesondere auch die Win32-Header-Dateien von Anders Norlander.
1999 wurde für das MinGW-Projekt eine eigene E-Mail-Verteilerliste geschaffen.
Im Jahr 2000 zog die Website des Projektes auf die Entwicklerplattform SourceForge um; dieser Schritt sollte die Entwicklung zentralisieren und die Entwickler-Community besser einbinden.
Im September 2005 wurde MinGW von SourceForge zum Projekt des Monats gekürt.